# اينزو أوفييدو
اينزو أوفييدو (بالإسبانية: Enzo Oviedo)‏ هو لاعب كرة قدم أرجنتيني في مركز الوسط، ولد في 6 أبريل 1994 في الأرجنتين. لعب مع Club Comunicaciones ‏.

## وصلات خارجية
- اينزو أوفييدو على موقع قاعدة بيانات كرة القدم.إي يو (الإنجليزية)
- اينزو أوفييدو على موقع Soccerway.com (الإنجليزية)